# Dobříšský zámek (přírodní památka)
Přírodní památka Dobříšský zámek se nachází v Dobříši, konkrétně v půdních prostorech rokokového dobříšského zámku. Předmětem ochrany je biotop netopýra velkého (Myotis myotis). Přírodní památka je zároveň evropsky významnou lokalitou Natura 2000. Dlouhodobým cílem péče je udržení dlouhodobě příznivého stavu letní kolonie netopýra velkého, počet netopýrů tohoto druhu se zde odhaduje na 50 až 60.